# Zemgale (stacja kolejowa)
Zemgale (ros. Земгале) – zlikwidowana stacja kolejowa w miejscowości Zemgale, w gminie Dyneburg, na Łotwie. Leży na linii dawnej Kolei Warszawsko-Petersburskiej.

## Historia

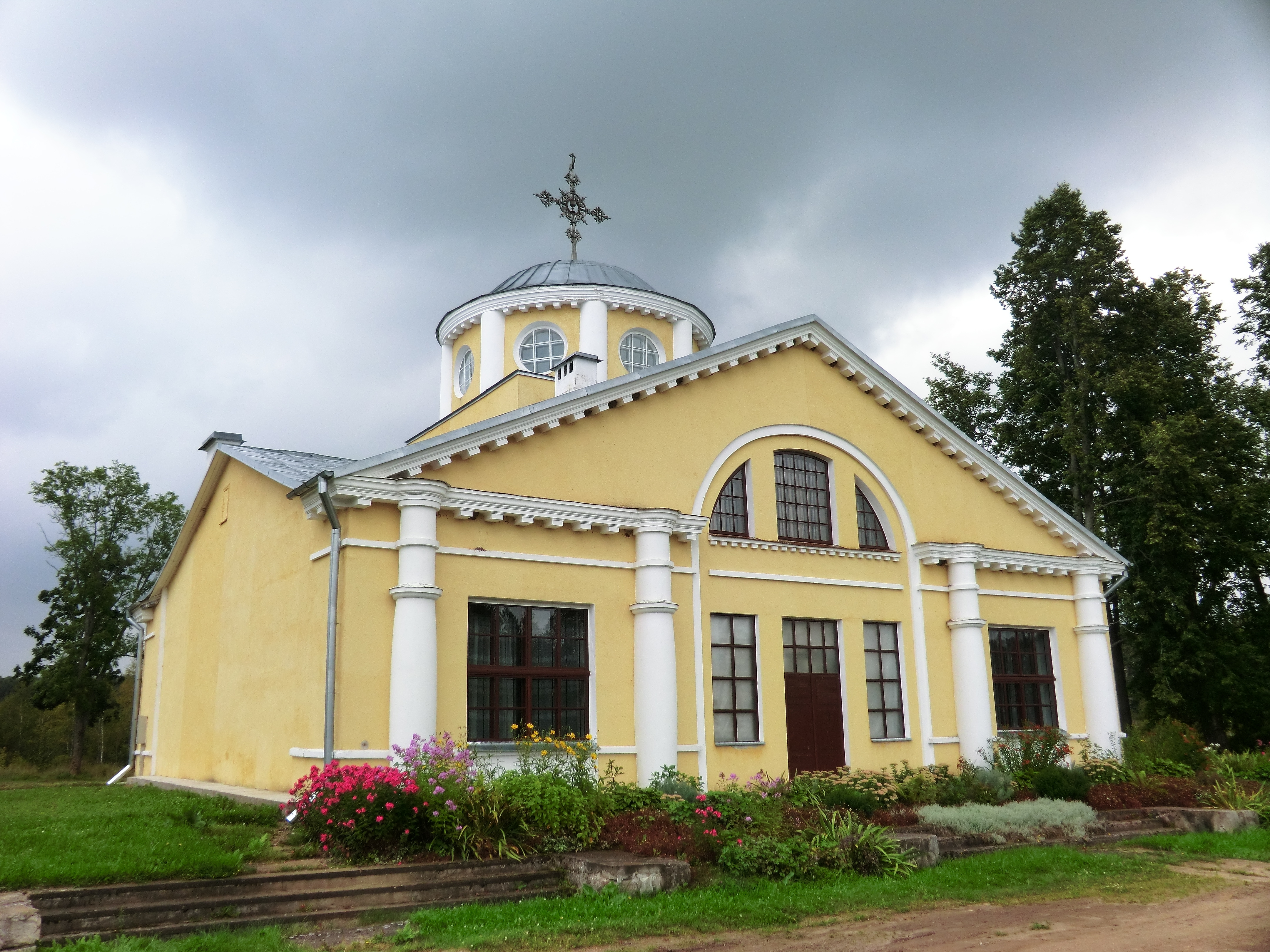
Kościół pw. Świętego Krzyża w Zemgale (dawny budynek stacyjny)

W dwudziestoleciu międzywojennym Zemgale były łotewską stacją graniczną na granicy z Polską. Stacją graniczną po stronie polskiej był Turmont. Było to jedyne polsko-łotewskie kolejowe przejście graniczne. Przekraczały tu granicę pociągi z Warszawy przez Wilno do Rygi i Tallinna.
Po II wojnie światowej stacja straciła nadgraniczny charakter. Budynek stacyjny został porzucony przez kolej na początku lat 60 XX w. Później Zemgale były przystankiem kolejowym, aż zostały zlikwidowane. Po upadku Związku Sowieckiego nie odzyskały statusu stacji granicznej. W niepodległej Łotwie budynek stacyjny został zakupiony przez Kościół katolicki i po trzyletnim remoncie został katolicką świątynią pw. Świętego Krzyża, należącą do diecezji jełgawskiej.